# Мусакаев, Айдар Юнирович
Айда́р Юни́рович Мусака́ев (род. 4 июня 1970 года, Набережные Челны, Татарская АССР, РСФСР, СССР) — советский и российский  хоккеист, российский тренер. Мастер спорта России. 

## Биография
Воспитанник челнинской хоккейной школы (клуб «Юность»). Хоккейную карьеру начал на нижегородской земле в 1988 году — в клубе второй лиги СССР «Кварц» из города Бор, а на следующий год — и в составе горьковского «Торпедо», игравшего в высшей лиге страны.
В чемпионате СНГ (1991/1992) и первом чемпионате МХЛ (1992/1993) представлял тольяттинскую «Ладу» (стал серебряным призёром МХЛ), с 1991 по 1999 годы — самарский «Маяк» / ЦСК ВВС-«Маяк» / ЦСК ВВС. В течение сезона 1998/1999, кроме самарского клуба, выступил ещё за два клуба Суперлиги — московские «Крылья Советов» и вновь за «Ладу». В следующем сезоне продолжил играть в Суперлиге, в екатеринбургской «Динамо-Энергии».
В 2000—2003 годы играл в составе нескольких клубов высшей российской лиги — «Нефтянике» из Альметьевска, тюменском «Газовике», клубе «Липецк», саратовском «Кристалле» и кирово-чепецкой «Олимпии».
В сезоне 2003/2004 представлял клуб «Гомель», участвовавший в розыгрыше чемпионатов Белоруссии и ВЕХЛ, и карагандинский «Казахмыс», с которым стал бронзовым призёром чемпионата Казахстана. В следующем сезоне вернулся в белорусский чемпионат, в клуб «Брест».
Начав сезон 2005/2006 в новочебоксарском «Соколе», по его ходу перешёл в клуб «Челны» Набережные Челны, где стал играющим тренером. После самоубийства главного тренера команды Александра Чернецова, случившегося 26 октября 2006 года, возглавил тренерский штаб клуба. Расторгнув 22 февраля 2023 года контракт с «Челнами», вскоре возглавил созданный ГМК «Норильский никель»в городе Норильске для участия во Всероссийской хоккейной лиге клуб «Норильск».